# Altındere (Denizli)
Altındere (türkisch für Goldbach) ist ein Dorf im Landkreis Denizli der gleichnamigen türkischen Provinz. Altındere liegt etwa 19 km westlich der Provinzhauptstadt Denizli. Altındere hatte laut der letzten Volkszählung 588 Einwohner (Stand Ende Dezember 2010).